# Лас-Абалянас-і-Санта-Лінья
Лас-Абалянас-і-Санта-Лінья — муніципалітет в Іспанії, у складі Комарка Ногера, у провінції Леріда, Каталонія.
Муніципалітет був утворений у 1970 році після злиття Лес-Авелланес, Санта-Лінья, Тартареу та Віланова-де-ла-Саль. Пам’ятки включають церкву 16-го століття та середньовічні алеї в Санта-Лінья.